# Brachycephalus alipioi
Brachycephalus alipioi е вид жаба от семейство Brachycephalidae.

## Разпространение
Видът е разпространен в Бразилия (Еспирито Санто).